# Periplaneta atricollis
Periplaneta atricollis är en kackerlacksart som beskrevs av Henri Saussure 1899. Periplaneta atricollis ingår i släktet Periplaneta och familjen storkackerlackor. Inga underarter finns listade i Catalogue of Life.